# Castianeira inquinata
Castianeira inquinata is een spinnensoort uit de familie van de loopspinnen (Corinnidae).
De wetenschappelijke naam van de soort werd in 1890 als Agroeca inquinata gepubliceerd door Tord Tamerlan Teodor Thorell.